# Пьер II де Грайи
Пьер II де Грайли (фр. Pierre II de Grailly; 1285/1290 — 1356) — капталь де Бюш (по правам жены), сеньор де Грайли, виконт Беножа и Кастийона.
Сын Пьера I де Грайли и его первой жены Талезы де Бувилль.
Состоял на службе английского короля, который в качестве герцога Аквитании был его сюзереном. Участвовал в сражениях Столетней войны, в том числе во взятии Бержерака (1345), в том же году стал кавалером ордена Подвязки.

## Семья
1 сентября 1307 года женился на Ассалиде де Бордо (ум. 1328), которая после смерти брата, Пьера IV де Бордо, унаследовала капталат Бюш и сеньорию Пюи-Полен.
Вторым браком (свадьба 31 декабря 1328 года) был женат на Эрембурге, дочери графа Перигора Эли IX.
Дети от первой жены:
- Жан II де Грайли (ум. 1343), капталь де Бюш, сеньор де Пюи-Полен. Поскольку он умер раньше отца, Пьеру II наследовал внук — Жан III де Гральи, знаменитый полководец Столетней войны.
- Брунисенда, муж (14.08.1345) — Берар II д’Альбре, сеньор де Рион.

Дети от второй жены:
- Аршамбо де Гральи (ум. 1413), капталь де Бюш, граф Фуа.
- Рожетта, муж — Эмери III, сеньор де Ларошфуко